# أدي شاندرا
أدي شاندرا (بالإندونيسية: Ade Chandra) هو لاعب كرة الريشة إندونيسي، ولد في 4 فبراير 1950 في جاكرتا في إندونيسيا.

## روابط خارجية
- أدي شاندرا على موقع اللجنة الأولمبية الدولية (الإنجليزية)
- أدي شاندرا على موقع أوليمبيديا (الإنجليزية)